# +Crataegomespilus
Genre
+Crataegomespilus est le nom des chimères de greffe entre aubépine et néflier. C'est un « mélange » de cellules qui apparait généralement au niveau du point de greffe. L'arbre présente donc alternativement des branches de l'une et l'autre plantes. UN individu est ainsi constitué de DEUX individus différents.
On utilise le symbole « + » pour indiquer que c'est un genre chimérique.
C'est le cas aussi de « +Laburnocytisus adamii », chimère entre Laburnum et Chamaecytisus ou de + « Pyrocydonia ».

## Espèces
- +Crataegomespilus dardarii, le Néflier de Bronvaux. Il s'agit d'une création horticole de Simon-Louis à Marange-Silvange en 1899.
- +Crataegomespilus Jules d'Asnieres'[1].

## Autres chimères de greffe
- +Laburnocytisus adamii, chimère entre Laburnum et Chamaecytisus ou de +Pyrocydonia.

- Le citronnier Bizzaria de Florence (Citrus medica + Citrus aurantium), qui est probablement la première chimère de greffe obtenue, est issu d'une greffe entre le cédrat de Florence et le bigaradier.